# Steinfeld-Syndrom
Das Steinfeld-Syndrom ist eine sehr seltene angeborene Erkrankung mit den Hauptmerkmalen Holoprosenzephalie, Fehlbildungen von Radius, Herz und Nieren.
Synonyme sind: Holoprosenzephalie – Radius-, Herz- und Nierenfehlbildungen;  
Die Namensbezeichnung bezieht sich auf den Autoren der Erstbeschreibung aus dem Jahre 1982 durch H. J. Steinfeld.

## Verbreitung
Die Häufigkeit wird mit unter 1 zu 1.000.000 angegeben, bislang wurde über weniger als 10 Betroffene berichtet.
Die Vererbung erfolgt vermutlich autosomal-dominant.

## Ursache
Die Ursache ist bislang nicht bekannt.

## Klinische Erscheinungen
Klinische Kriterien sind:
- Auftreten bereits vorgeburtlich oder unmittelbar nach der Geburt
- Holoprosenzephalie
- Reduktionsfehlbildungen der Gliedmaßen hauptsächlich auf der radialen Seite, fehlende Daumen, Phokomelie
- Herzfehler
- Nierenfehlbildung
- Fehlen der Gallenblase

Hinzu können kommen:
Wirbelanomalien, Lippen-Kiefer-Gaumenspalte, Mikrophthalmie, fehlende Nase, Ohrdysplasie, Schwerhörigkeit, Kolobome und/oder Uvula bifida.